# Конвой № 3625
Конвой № 3625 — японський конвой часів Другої світової війни, проведення якого відбувалось у червні — липні 1943 року.
Пунктом призначення конвою був атол Трук (нині Чуук) у центральній частині Каролінських островів, де ще до війни створили потужну базу японського ВМФ, з якої до лютого 1944 року провадились операції в низці архіпелагів. Вихідним пунктом став розташований у Токійській затоці порт Йокосука (саме звідси традиційно вирушала більшість конвоїв на Трук).
До складу конвою увійшли водяний танкер «Коан-Мару» і транспорти «Тойо-Мару» та «Шозан-Мару» (Shozan Maru), а охорону забезпечував переобладнаний канонерський човен «Хейджо-Мару».
Загін рушив із порту 25 червня 1943 року, а вже наступної доби лише за дві сотні кілометрів від виходу з Токійської затоки біля острова Хатідзьо́ (острови Ідзу) конвой перехопив американський підводний човен USS Jack. Спершу субмарина торпедувала «Тойо-Мару», який затонув за пів години, а дещо пізніше уразила та потопила «Шозан-Мару». При цьому якщо в першому випадку загинула лише одна особа (порятунок інших здійснив «Коан-Мару»), то разом із другим судном японці втратили 60 моряків.
USS Jack також спробував атакувати й «Коан-Мару», проте над місцем бою з'явився японський літак. Скинута ним торпеда не влучила в американський корабель, який екстрено переходив у підводне положення, але її вибух сильно струснув його. USS Jack отримав небезпечний кут занурення, проте цю проблему вдалося вчасно розв'язати, так само як і усунути певні пошкодження (човен продовжив бойове патрулювання та зміг потопити в тому ж поході ще одне судно).
Залишки конвою продовжили рух і 6 липня прибули на Трук.